# コニーちゃん
コニーちゃんは、フジテレビ系列で放送されたテレビ番組『ポンキッキーズ』シリーズに登場するキャラクター。イラストレーターの木原庸佐が考案し、1994年10月に初登場。

## プロフィール
アメリカ合衆国生まれの日系アメリカ人。日本人の父親とアメリカ人の母親を持つ。赤色の巻き毛とちょんまげ頭の8歳の女の子で、誕生日は5月2日。
特技はジャンケンであり、勝つまで辞めない性格。日本語と英語の2ヶ国語を流暢に話せるバイリンガルの女の子。頭のちょんまげは、嬉しくなると伸びるらしい。普段は青色のワンピースを着ており、同じ服を50着以上持っている。

## 概要
CGショートアニメ『GO!GO!(ゴーゴー) コニーちゃん』で初登場。初期では約30秒の音楽に合わせて踊るのみで、言葉も発さなかった。のち番組エンディングにコニーちゃんがジャンケンをするショートアニメ『ジャカジャカジャンケン』が開始され、名物コーナーとなる。さらにコーナーアニメ『コニーにおまかせ！』や、番組内で歌唱やナレーションも務めるなど、次第に活躍の場を増やしていった。グッズも多数発売され、ジャンケンの玩具は100万個以上を売り上げた。また、主婦と生活社のキャラクター雑誌『ね～ね～』で漫画が連載された。
2000年に、コニーちゃんより幼い外見で、ピンクの服と仮面を着けた「ジャカジャカセブン」が登場した（コニーちゃんの妹とみられるが、直接共演はない）。
2008年放送の『Beポンキッキ』（BSフジ）では都内の大学に通う女子大生である18歳に成長して登場。コーナーアニメ『ニコニコ♪コニーちゃん』の他、書籍『コニーちゃんのマナーバイブルfor女子』（主婦と生活社）にもイラストで登場している。その後、2011年に番組が『beポンキッキーズ』（BSフジ）に改題して以降は8歳に戻っている。
2018年3月をもって『ポンキッキーズ』シリーズは終了したが、2020年3月よりキャラクターデザイン・声優を一新の上で後継番組に当たる『ガチャムク』（BSフジ）に出演している。
2022年、木原による描き下ろしの画像データによるNFTプロジェクト『Connie-chan Project』が発表。売上の一部は寄付やチャリティー活動費に充てられる。

## 担当声優
- 初代 - 永井真理子
- 2代目- クリス智子
- 3代目- 非公開

## コーナーアニメ
コニーにおまかせ！
コニーちゃんを主人公にした『ポンキッキーズ』内コーナーアニメ。脚本は小山薫堂。全4巻でポニーキャニオンとフジテレビの共同でVHSビデオが発売された。また番外編としてはクリスマスソングのカバーを収録したCDアルバム及びビデオも発売された。
ニコニコ♪コニーちゃん
『Beポンキッキ』内コーナーアニメ。女子大生のコニーが留学生の友人達に日本文化を紹介しながら交流を深める。全5話。日替わりで各話を日本語・英語・中国語・フランス語・イタリア語の5ヶ国語で放送した。

## 登場キャラクター

### 『GO!GO! コニーちゃん』『コニーにおまかせ！』キャラクター
ニュートン
声 - 頓宮恭子、住友七絵
コニーちゃんのペット・友人である小柄なカエル。語尾に「ケロ」をつける。
フランシス
声 - 川津泰彦
コニーちゃんのペット・友人である大柄のカエル。のんびりして食いしん坊な性格。とても食いしん坊なので一遍に食べてコニーちゃんを怒らせてしまうのでよくぶたれることが多い。
トウモロコシくん
声 - 佐藤佑暉
ドカンくん
ユーレイくん
みずたまりくん

### 『ニコニコ♪コニーちゃん』キャラクター
ソフィー
コニーの友達であるフランス人女子大生。
リンリン
コニーの友達である中国人女子大生。
ジミー
イギリス人の男子大学生。
アントーニオ
イタリア人の男子大学生。

## 楽曲
- なまでこ（CDシングル、1995年11月1日発売 作詞：小山薫堂 作曲：桜井秀俊）
- バブルバスガール（CDシングル、1997年6月30日発売 作詞：kaji・obata 作曲・編曲：カジヒデキ）
コンピレーション・アルバム『ポンキッキーズ・メロディ2』（1998年11月28日発売）にも収録。
2004年に池水真由美（元ブリッジ、Three Berry Icecream名義）によるカバーがコナミ・アーケードゲーム『pop'n music 12 いろは』に収録。また2017年にアイドルグループ・@17がカバー。
- 寝坊した朝のハリケーンタイム（1997年発表 CD未発売 作詞：小山薫堂 作曲：本間勇輔）
『コニーにおまかせ！』内で放送。
- コニーちゃんのクリスマス！（CDアルバム、1999年12月1日発売）
- ケンカのあとは（コンピレーション・アルバム『P-kies 20th Century New Trax』（2000年7月1日発売）収録 作詞：荒木とよひさ 作曲：三木たかし） - ブラザートムとのデュエット
- みんなともだち（同上、作詞・作曲：中川ひろたか） - P-kies New Trax ALL STARSとしての歌唱
- HAPPY BIRTHDAY（2002年発表 CD未発売 作詞・作曲：TSUKASA）
番組内で井ノ原快彦、ブラザートム、はしのえみ、ビンゾーらと共に歌唱。
- HAPPY DAY（2002年発表 CD未発売 作詞・作曲：渡辺未来）
番組内で井ノ原快彦、ブラザートム、はしのえみらと共に歌唱。

## 映像ソフト
- コニーちゃんのビデオ！ vol.1 （VHS、1997年4月25日発売）
- コニーちゃんのビデオ！ vol.2（VHS、1997年6月1日発売）
- コニーちゃんのビデオ！ vol.3（VHS、1997年6月30日発売）
- コニーにおまかせ！ スペシャル（VHS+CDセット、1998年3月1日発売）
- コニーちゃんのクリスマスビデオ！（VHS、1998年11月1日発売）
- トーマス&コニーちゃん ワンダフルアメリカンジャーニー（VHS、2000年12月1日発売）
- ニコニコ♪コニーちゃん（DVD、2009年6月17日発売）

## ゲーム・教育ソフト
- P-kies ゴー！ゴー！コニーちゃん！（ジャストシステム、パソコン用CD-ROM、1996年11月29日発売）
知育バラエティーゲームソフト。
- カモーン コニーちゃん！（アルク、パソコン用CD-ROM、1999年3月18日発売）
子供向け英語教育ソフト。
- ポンキッキーズ21 ゲームのおもちゃ箱（サンソフト、PlayStation、2001年12月13日発売）
「キッズステーション」シリーズの知育ソフト。コニーちゃんが登場するゲームは、5回連続でジャンケン勝負する「スーパージャカジャカジャンケン」と「お皿運び」のゲーム。

## その他
- 1997年放送の三谷幸喜脚本によるテレビドラマ『総理と呼ばないで』には、鶴田真由演じるメイドが、外国大使にジャカジャカジャンケンを広めて外交を保つという展開がある。
- 同じく三谷脚本による『古畑任三郎』第30回「灰色の村」（1999年4月27日放送）にて、劇中のテレビ映像としてわずかに「ジャカジャカジャンケン」のコーナーが映し出されていた。
- 2011年2月、VOCALOID・初音ミクで制作した「バブルバスガール」に合わせ、3DCGのコニーちゃん達が踊る映像作品『Connie.』（作：青山和敏（ちゃーりぃ））がニコニコ動画に投稿され、それを見たイラストレーターの水玉螢之丞が独自にアレンジしたコニーちゃんのイラストをTwitter上に公開。これをきっかけに、原作者である木原を含めた100人以上の漫画家・イラストレーターが追随してファンアートを公開し『漫画家さん達のコニーちゃんまつり』として一時期ネットミームとなった。同年8月にはフジテレビKIDS公式企画として、東京臨海高速鉄道りんかい線・東京テレポート駅構内での展覧会や関係者によるトークショーが実施された[8][9]。